# 統一票
統一票（葡萄牙語：Bilhete Único）是巴西最大城市聖保羅的非接觸式智能卡。統一票採用Mifare技術，並由聖保羅交通負責管理，該機構是聖保羅巴士的交通管理局。統一票於2004年5月18日首次發行，容許乘搭巴士時以一次車費於兩小時內轉乘三次。2006年起也可用於聖保羅地鐵和國鐵。